# Amore & Vita/Saison 2011
Dieser Artikel listet Erfolge und Mannschaft des Radsportteams Amore & Vita in der Saison 2011 auf.

## Erfolge in der UCI Africa Tour
In der Saison 2011 gelangen dem Team nachstehende Erfolge in der UCI Africa Tour.
| Datum  | Rennen                                            | Kat. | Fahrer             |
| ------ | ------------------------------------------------- | ---- | ------------------ |
| 7. Mai | Challenge du Prince - Trophée de l'Anniversaire   | 1.2  | Wolodymyr Bileka   |
| 8. Mai | Challenge du Prince - Trophée de la Maison Royale | 1.2  | Wladislaw Borissow |

## Erfolge in der UCI America Tour
In der Saison 2011 gelangen dem Team nachstehende Erfolge in der UCI America Tour.
| Datum    | Rennen                                        | Kat. | Fahrer                |
| -------- | --------------------------------------------- | ---- | --------------------- |
| 24. Juni | Mexikanische Meisterschaft - Einzelzeitfahren | CN   | Bernardo Colex junior |

## Erfolge in der UCI Europe Tour
In der Saison 2011 gelangen dem Team nachstehende Erfolge in der UCI Europe Tour.
| Datum    | Rennen                                    | Kat. | Fahrer     |
| -------- | ----------------------------------------- | ---- | ---------- |
| 26. Juni | Israelische Meisterschaft - Straßenrennen | CN   | Niv Libner |

## Zugänge – Abgänge
| Zugänge                   | Team 2010                 | Abgänge                            | Team 2011               |
| ------------------------- | ------------------------- | ---------------------------------- | ----------------------- |
| Andrei Kljujew            | Moscow                    | Wolodymyr Startschyk               | Lampre-ISD              |
| Sergei Kolesnikow         | Moscow                    | Jakub Novák                        | Dukla Trenčín Merida    |
| Philipp Mamos             | Team Nutrixxion Sparkasse | Fausto Fognini                     | WIT                     |
| Guillermo Bongiorno       | Zheroquadro Radenska      | Dmytro Archynos                    | Unbekannt               |
| Kristian Forbord          | CK Nor-Melhus             | Jarosław Dabrowski                 | Unbekannt               |
| Patrik Morén              | Cykloteket Racing Team    | Roman Wyschnewskij                 | Unbekannt               |
| Niv Libner                | Neoprofi                  | Konstantin Volik                   | Unbekannt               |
| Bersven Støn              | Neoprofi                  | Kristof Vollon                     | Unbekannt               |
| Anton Kaniuk (ab 1. Juli) | Neoprofi                  | Nicholas Sanderson (bis 30. Juni)  | Genesys Wealth Advisers |
|                           |                           | Oleh Opryschko (bis 30. Juni)      | Unbekannt               |
|                           |                           | Bersven Støn (bis 31. Juli)        | Unbekannt               |
|                           |                           | Guillermo Bongiorno (bis 31. Juli) | Unbekannt               |

## Mannschaft
| Name                  | Geburtstag          | Nationalität |              |
| --------------------- | ------------------- | ------------ | ------------ |
| Wolodymyr Bileka      | 6. Februar 1979     | Ukraine      |              |
| Wladislaw Borissow    | 5. September 1978   | Russland     |              |
| Bernardo Colex junior | 3. Juli 1983        | Mexiko       |              |
| Kristian Forbord      | 30. Juni 1988       | Norwegen     |              |
| Serhij Hretschyn      | 9. Juni 1979        | Ukraine      |              |
| Anton Kaniuk          | 16. Juli 1986       | Ukraine      |              |
| Andrei Kljujew        | 13. Juni 1987       | Russland     |              |
| Wolodymyr Kohut       | 28. Juli 1984       | Ukraine      |              |
| Sergei Kolesnikow     | 10. März 1986       | Russland     |              |
| Niv Libner            | 1. November 1987    | Israel       |              |
| Philipp Mamos         | 6. Dezember 1982    | Deutschland  |              |
| Jurij Metluschenko    | 4. Januar 1976      | Ukraine      |              |
| Patrik Morén          | 4. Juli 1986        | Schweden     |              |
| Stagiaires            | Stagiaires          | Nationalität | Nationalität |
| Nicolas Francesconi   | Nicolas Francesconi | Italien      |              |

## Platzierungen in UCI-Ranglisten
UCI Africa Tour 2011
|      | Fahrer             | Punkte |
| ---- | ------------------ | ------ |
| 34.  | Wolodymyr Bileka   | 43     |
| 39.  | Wladislaw Borissow | 40     |
| 40.  | Philipp Mamos      | 40     |
| 146. | Patrik Morén       | 6      |

UCI America Tour 2011
|     | Fahrer                | Punkte |
| --- | --------------------- | ------ |
| 39. | Bernardo Colex junior | 50     |

UCI Asia Tour 2011
|      | Fahrer             | Punkte |
| ---- | ------------------ | ------ |
| 26.  | Jurij Metluschenko | 91     |
| 96.  | Wolodymyr Bileka   | 31     |
| 152. | Serhij Hretschyn   | 16     |
| 333. | Philipp Mamos      | 2      |

UCI Europe Tour 2011
|      | Fahrer           | Punkte |
| ---- | ---------------- | ------ |
| 373. | Niv Libner       | 42     |
| 878. | Wolodymyr Bileka | 8      |